# Víctimes del minotaure

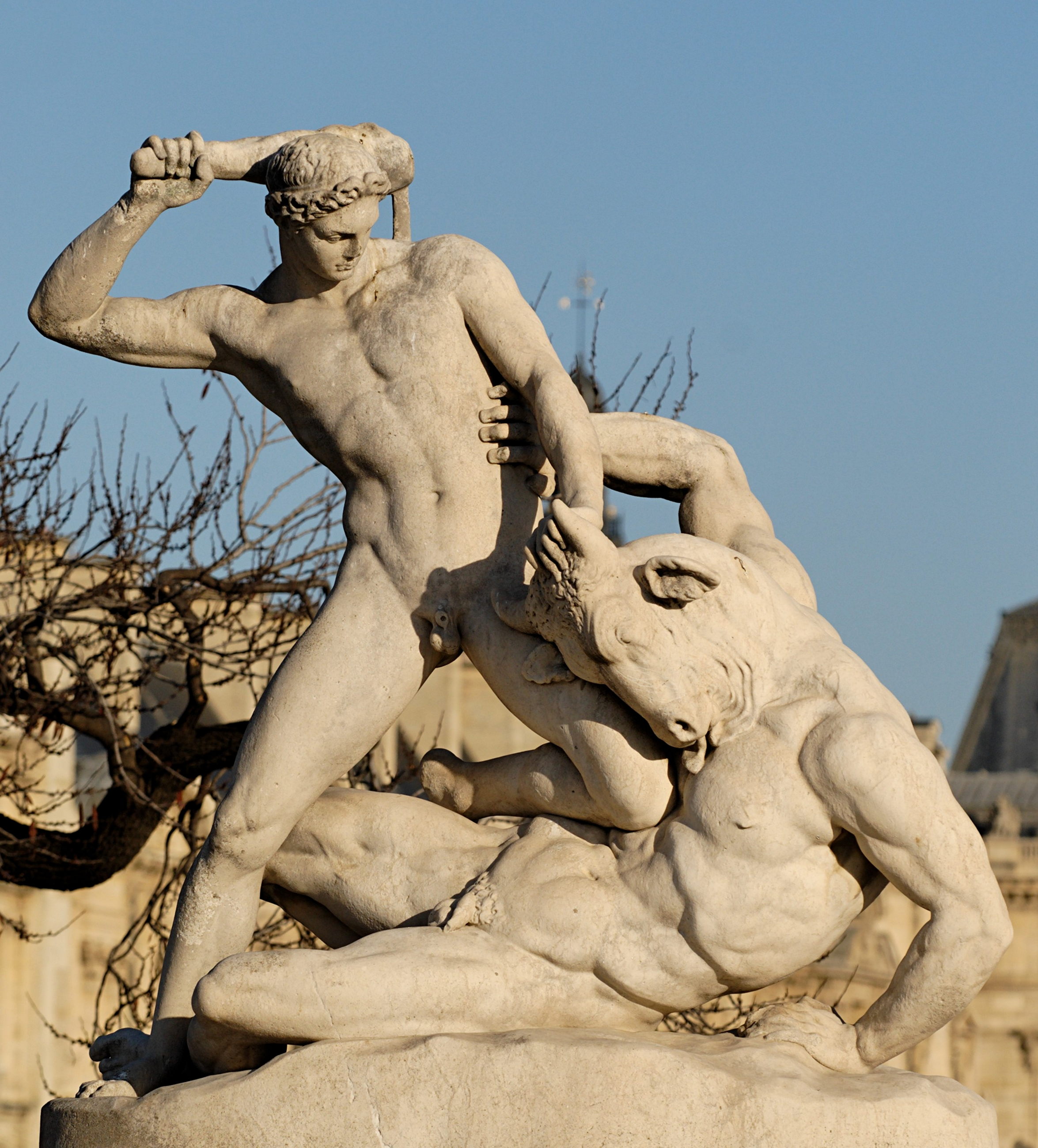
Tesseu lluitant amb el Minotaure

Les víctimes del Minotaure de Creta són aquelles persones ofertes com a sacrifici al Minotaure que residia al laberint. A la mitologia grega, el rei Minos de Creta, va obligar els habitants d'Atenes a escollir a catorze joves ciutadans nobles (set homes joves i set donzelles) per a oferir-los com a víctimes de sacrifici al Minotaure (un monstre meitat home meitat brau), perquè morissin en lloc d'Androgeu, el fill de Minos.
Aquestes víctimes foren elegides per sorteig, havien d'anar desarmades i acabaven sent ingerides pel Minotaure o perdent-se pel laberint on es trobava aquest. Les ofrenes es realitzaven cada set o nou anys, i duraren fins que Teseu s'oferí com a voluntari per a unir-se al tercer grup de víctimes. Teseu va acabar matant el Minotaure i alliberant la resta de companys del laberint.
Plutarc, en la seva obra sobre la vida de Teseu, cità una versió racionalitzada del mite, referint-se a Filòcor, el qual afirmava seguir una tradició local de Creta. Segons aquesta versió, els joves no foren assassinats, sinó que s'entregaren com a premi als vencedors dels jocs funeraris d'Androgeu i, el laberint representaria una masmorra ordinària on aquests esperarien, temporalment, a ser entregats. Segons la mateixa versió, el guanyador que adquirí els joves fou Taurus, el general més poderós de l'exèrcit de Minos, el qual maltractà els joves guanyant-se aixÍ la reputació de monstre. Més tard, Plutarc també cita a Aristòtil, el qual defens que els joves no foren assassinats sinó que foren esclavitzats de per vida.

## Noms
Els noms individuals dels joves i les donzelles que navegaren a Creta juntament amb Teseu està molt mal conservat en les fonts existents. Tota la informació recuperable es troba recopilada a Ausführliches Lexikon der griechischen und römischen Mythologie de W. H. Roscher, que proposa fins a quatre llistes alternatives de noms:

### Primera llista[4]
| Nois joves                                                | Donzelles                                                   |
| 1. Hippophorbas, fill d'Alypus/Aethlius o Eurybius/Elatus | 1. Periboea/Eriboea, filla d'Alcathous                      |
| 2. Idas, fill d'Arcas                                     | 2. Melanippe/Medippe/Melippe, filla dePyrrhus/Perius/Pylius |
| 3. Antimachus/Antiochus, fill d'Euander                   | 3. Hesione, filla de Celeus                                 |
| 4. Menestheus/Menesthes de Sunion                         | 4. Andromache, filla d'Eurymedon                            |
| 5. [Am]phidocus de Rhamnous                               | 5. Eurymedusa, filla de Polyxenus                           |
| 6. Demoleon, fill de Cydon/Cydas/Cydamus                  | 6. Europe,filla de Laodicus                                 |
| 7. Porphyrion, fill de Celeus                             | 7. Melite, filla de Tricorythus/Tricolonus/Triagonus        |

### Segona llista
| Nois joves                               | Donzelles        |
| 1. Phaedimus                             | 1. Hip[p]odameia |
| 2. Daedochus (=Dadouchus; or Dailochus?) | 2. Menestho      |
| 3. [Eu]rysthenes                         | 3. Coronis       |
| 4. Heuchistratus (=Euxistratus)          | 4. Damasistrate  |
| 5. Antiochus                             | 5. Asteria       |
| 6. Hernipus (=Hermippus)                 | 6. Lysidice      |
| 7. Procritus                             | 7. Eriboea       |

### Tercera llista
| Nois joves | Donzelles           |
| 1. Lycinus | 1. Euanthe          |
| 2. Antias  | 2. Anthylla         |
| 3. Simon   | 3. Glyce            |
| 4. Lycius  | 4. Enpedo (=Empedo) |
| 5. Solon   | 5. Eutil            |
| 6. Timo    | 6. Eunice           |

### Quarta llista
| Nois joves      | Donzelles     |
| 1. Phaenip[p]us | 1. Ti[mon]ice |
| 2. Astydamas    | 2. Demodice   |
| 3. Callicrates  |               |
| 4. Procritus    |               |

De tots aquests, només el d'Eribea (Peribea), la filla d'Alcàtou, apareix en fonts literàries i presenta una història mitògica independent. També s'observa en el Lexicon que alguns dels noms de la llista corresponen a noms àtics, el que pot fer suposar que aquests noms provinguin d'algun poema èpic sobre Teseu. El nom Procritus, que apareix en dues de les quatre llistes, s'ha comparat amb el de Procris, tot i que altres suggereixen la lectura Herocritus. Els noms de Polyxenus, Celeus i Menestheus de la primera llista també recorden als noms d'altres herois àtics.